# Districtul Strumița (1913-1919)
Districtul Strumița (în bulgară Струмишка околия, transliterat: Strumițka okoliia) este o unitate administrativ-teritorială din Bulgaria care a existat între 1913 și 1919.
Districtul a fost înființat la 7 septembrie 1913 prin ordinul Ministerului Afacerilor Interne și Sănătății Publice, ca parte a regiunii Strumița, după ce Strumița a devenit parte a Regatului Bulgariei prin Tratatul de la București din 10 august 1913 care a pus capăt celui de-Al Doilea Război Balcanic.
Potrivit Tratatului de pace de la Neuilly din 27 noiembrie 1919, districtul Strumița împreună cu o parte din districtul Petrici, însumând un total de 74 de sate și cu o suprafață de 1.028 km2, au fost predate în 1920 Regatului Sârbilor, Croaților și Slovenilor.
În aprilie 1941, districtul a fost anexat de către Regatul Bulgariei și a devenit parte a regiunii Skopje. La 28 septembrie 1943, din ordinul nr. 3 al Consiliului de Miniștri, districtul a fost anexat la nou înființată regiune Gorna Giumaia. Districtul a fost apoi returnat Iugoslaviei în septembrie 1944. 